# هاوارد ساترلند
هاوارد ساترلند (به انگلیسی: Howard Sutherland) سناتور سابق عضو حزب جمهوری‌خواه ایالات متحده آمریکا بود. وی در سال ۱۹۱۷ تا ۱۹۲۳ میلادی سناتور ایالت ویرجینیای غربی در سنای ایالات متحده آمریکا بود.